# سلیمان غفار محمد
سلیمان غفار محمد (انگلیسی: Suliman Gafar Mohamed؛ زادهٔ ۱۹۴۷) بازیکن فوتبال بود.
وی به‌همراه تیم ملی فوتبال سودان در بازی‌های المپیک تابستانی ۱۹۷۲ شرکت کرده‌است.